# الدوري القطري 1988–89
إحصائيات دوري نجوم قطر في موسم 1988-89.

## نظرة عامة
حقق السد لقب البطولة.